# Montigny-sous-Marle
Montigny-sous-Marle – miejscowość i gmina we Francji, w regionie Hauts-de-France, w departamencie Aisne.
Według danych na styczeń 2014 roku gminę zamieszkiwały 74 osoby, a gęstość zaludnienia wynosiła 10,1 osób/km².